# Шапиро, Фёдор Львович
Фёдор Львович Шапиро (24 марта [6 апреля] 1915, Витебск — 30 января 1973 года, Москва) — советский физик, член-корреспондент АН СССР (1968), профессор. Участник Великой Отечественной войны ст. инженер-лейтенант . Заместитель директора лаборатории нейтронной физики (ЛНФ) Объединённого института ядерных исследований в Дубне в 1959—1973 гг. При его участии в ЛНФ была разработана поляризованная протонная мишень для исследований с пучком поляризованных нейтронов. В 1962—64 годах в ФИАНе сотрудниками лаборатории с помощью ЯМР были исследованы эффекты динамической поляризации ядер при насыщении ЭПР. Разработал метод спектрометрии нейтронов по времени замедления (СВЗ). Разработал классическую теорию эффекта Мессбауэра. Ему же принадлежит открытие ультрахолодных нейтронов (УХН).

## Биография
Файвиш Лейбович (Фёдор Львович) Шапиро родился в семье служащего Лейба Беровича (Льва Борисовича) Шапиро и Либы—Гинды (Любови Львовны) Шапиро (супруги были однофамильцами). Лев Борисович Шапиро был старожилом местечка Баклань (тогда Черниговской губернии — ныне в составе Брянской области), смолоду поселившимся в белорусском городе Гомель. Его супруга Любовь Львовна — уроженка Витебска, из семьи потомственных раввинов. В начале 1915 года Любовь приехала к своей матери в Витебск, где 6 апреля и появился на свет Файвиш. Впоследствии его имя было изменено на Фёдор.
В 1928 г. семья Шапиро переехала в Москву. И в гомельской, и в московской школах Фёдор был первым учеником, дважды он «перешагивал» через класс (из третьего — в пятый, из восьмого — в десятый). Школу окончил в 15 лет. По совету своего дяди Исаака Борисовича Шапиро (инженера-электрика), поступил в энерготехникум ВЭО им. Г. М. Кржижановского. В 19 лет предложил оригинальный способ превращения тепловой энергии в электрическую путём изменения магнитного потока, вызываемого периодически повторяемым нагревом и последующим охлаждением ферромагнитного сердечника в районе точки Кюри. За это изобретение получил своё первое авторское свидетельство (№ 48752). В 1935 г. Шапиро окончил энерготехникум по специальности «электрооборудование предприятий» и поступил на работу в проектную организацию «Центроэлектромонтаж», где работал инженером, затем — старшим инженером. Занимался разработкой сложных электроприводов и автоматики. В этот период жизни стал интересоваться физикой, прежде всего — ядерной физикой.
В 1936 году Шапиро поступил на физический факультет Московского университета и продолжал работать в электротехнических организациях. Летом 1940 г. принял участие в альпиниаде на Кавказе. Дипломная работа Шапиро состояла в проектировании рентгеновской трубки со специальными параметрами (руководителем дипломной работы был доцент Э. М. Рейхрудель). Окончил университет с отличием. Последний государственный экзамен был сдан 21 июня 1941 года.
С началом Великая Отечественная война Шапиро ушёл добровольцем в Московское ополчение, но через несколько дней был возвращён и продолжил работу в Электропроме. Искал возможность попасть на фронт, который быстро приближался к Москве. 16 октября добился отправки на фронт, поступил в Коммунистический батальон командиром отделения Отдельной мотострелковой разведывательной роты дивизии московских рабочих и сразу принял участие в боях под Москвой. Был представлен к медали «За отвагу»; её вручал ему М. И. Калинин. В битве под Москвой, находясь в боевой разведке, Шапиро был тяжело ранен: у него была раздроблена челюсть, осколок в груди оказался у самого сердца, а также множественные осколочные ранения обеих ног. Период с декабря 1941 г. по апрель 1942 г. Шапиро провел в эвакогоспитале № 1665, в Казани. Осколок в груди не решились извлечь, и он остался в нем навсегда. Находясь в госпитале, Шапиро, уже владея немецким, изучил английский язык. Решил математическую задачу об упреждении в стрельбе самолётов в воздушном бою и послал это решение в Наркомат обороны. К службе в армии был признан негодным, и в декабре 1942 года поступил на работу в Главсевморпуть, в конструкторскую группу, а в середине 1943 г. перешёл в Особое проектно-конструкторское управление № 42 «Центроэлектромонтаж», где занимался разработкой схем электрооборудования самолётов.

В конце войны случайно встретился с Э. Л. Фабелинским, который работал в ФИАНе и вёл оптический практикум на физфаке МГУ. Он вспомнил Шапиро как способного студента и пообещал представить его Д. В. Скобельцыну как возможного аспиранта. И. В. Курчатов предложил ему сделать реферат на тему «Нейтрон». Подготовившись, Шапиро сделал большой доклад на семинаре и произвёл хорошее впечатление. Однако, в аспирантуру на предназначавшуюся для него вакансию был взят брат известного физика Г. Н. Флёрова — Николай Флёров. Через некоторое время Шапиро повторил свой доклад на семинаре в ФИАНе и был принят в аспирантуру к И. М. Франку, с которым была связана вся его дальнейшая научная жизнь. Шапиро ушёл из авиационного КБ и вернулся в Электропром. 
В Электропроме была параллельная работа для денег, а для души был ФИАН.
15 декабря 1945 г. Шапиро женился на Софье Матвеевне Дубиной, бывшей студентке МГУ, с которой он был хорошо знаком ещё до войны. 5 октября 1946 г. у них родился сын Борис.
В 1946 г. стал ассистентом кафедры ядерной физики в МГУ, которой руководил И. М. Франк. В это время на кафедре создавался практикум по ядерной физике, организовать который было поручено Шапиро. Летом 1947 г. у Шапиро окончился аспирантский срок. Проведённые им исследования гипотетических «частиц Скобельцына» не подтвердили их существования. Франк, желая после аспирантуры оставить Шапиро в своей лаборатории, «одолжил» у В. И. Векслера штатную единицу младшего научного сотрудника и быстро оформил на неё Шапиро. Шапиро перенёс центр своих исследований в нейтронную физику. К этому времени прошло почти полгода, как на территории ЛИПАНа заработал первый советский атомный реактор уран-графитового типа. Некоторую часть исследований систем уран — графит И. В. Курчатов поручил лаборатории И. М. Франка.
В 1949 Шапиро защитил кандидатскую диссертацию и был переведён в старшие научные сотрудники.
В начале 1950-х годов группа Шапиро приступила к практической реализации метода спектрометрии нейтронов по времени замедления (СВЗ, идея этого метода была выдвинута Е. Л. Фейнбергом в 1944 г.). В лаборатории был собран 140-тонный куб из очень чистого свинца. В процессе работы на свинцовом кубе Шапиро предложил метод нестационарной диффузии нейтронов в многогрупповом приближении и развивал этот метод с теоретиком из своей группы М. В. Казарновским. Эти работы получили широкую известность, и было решено, что они будут представлены на Женевской конференции по мирному использованию атомной энергии в 1955 году.
Весной 1958 г. Франк предложил Шапиро по совместительству работать в Объединенном институте ядерных исследований в Дубне. В 1959 г. Шапиро был назначен заместителем директора лаборатории нейтронной физики. Наряду с работами по нейтронной физике, в это время увлёкся только что открытым немецким физиком Р. Мессбауэром эффектом резонансного рассеяния гамма-квантов без отдачи ядер, которые их излучают. Разработал классическую теорию эффекта Мессбауэра, впервые совместно с И. Я. Баритом и М. И. Подгорецким указал на появившуюся возможность с помощью эффекта Мессбауэра в условиях Земли поставить эксперимент по проверке следствия общей теории относительности — наблюдать смещение частоты фотона в гравитационном или инерциальном полях. В лаборатории Шапиро создал группу под руководством В. П. Алфименкова по подготовке этого эксперимента. Впоследствии эта группа была переориентирована на исследования в области твёрдого тела.
В 1960 г. вступил в действие ИБР, где начались исследования полных и парциальных сечений взаимодействия нейтронов с ядрами. В 1964 г. на одном из пучков ИБРа был успешно опробован предложенный Шапиро метод поляризации пучка нейтронов посредством пропускания его через поляризованную протонную мишень. В 1961 г. Шапиро предложил использовать медленные нейтроны от ИБР для исследований по физике конденсированных сред. Им был предложен метод обратной геометрии.
С 1964 года Шапиро стал членом редколлегии журнала «Успехи физических наук». В апреле 1968 г. в своей статье в журнале описал способ экспериментальной проверки закона сохранения временной четности — фундаментального закона современного естествознания.
В 1967 г. стал профессором, а 28 ноября 1968 г. — избран членом-корреспондентом Академии наук СССР.
30 января 1973 г. скончался от злокачественной опухоли головного мозга. Похоронен на Донском кладбище.

## Награды и премии
- Медаль «За отвагу» (СССР)[2].
- Медаль «За оборону Москвы»
- Государственная премия СССР (1971).
- Золотая медаль имени И. В. Курчатова АН СССР (1977).

## Научные труды

### Прижизненные издания
- Kazarnovsky M. V., Stepanov A. V., Shapiro F. L. Neutron thermalization and diffusion in heavy media. — Vienna, 1958.
- Бергман А. А., Шапиро Ф. Л. Отклонения от закона 1/V в сечениях реакций медленных нейтронов на лёгких ядрах. — М., 1960.
- Попов Ю. П., Шапиро Ф. Л. Реакция Cl-35 (n, p) и параметры нейтронных резонансов хлора. — ЖЭТФ, 1961, вып. 6.
- Алфименков В. П., Останевич Ю. М., Русков Т., Стрелков А. В., Шапиро Ф. Л., Янь У-гуан Энергетический спектр резонансного поглощения γ-излучения 92 Кэв Zn-67 в окиси цинка. — Дубна, 1961.
- Попов Ю. П., Шапиро Ф. Л. Энергетическая зависимость сечений реакции (n, γ) ряда ядер с нечётным Z. — ЖЭТФ, 1962, вып. 4.
- Конкс В. А., Попов Ю. П., Шапиро Ф. Л. Сечения радиационного захвата нейтронов с энергией до 50 кЭВ лантаном, празеодимом, танталом и золотом. — М., 1963.
- Таран Ю. В., Шапиро Ф. Л. О некоторых методах поляризации и анализа поляризации нейтронов промежуточной энергии. — Дубна, 1963.
- Фенин Ю. И., Шапиро Ф. Л. О связи между длиной рассеяния и сечением радиационного захвата нейтронов. — Дубна, 1964.
- Бергман А. А., Исаков А. И., Казарновский М. В., Попов Ю. П., Шапиро Ф. Л. Замедление нейтронов, испускаемых импульсным источником и спектрометрия нейтронов по времени замедления. — М., 1965.
- Бергман А. А., Исаков А. И., Казарновский М. В., Попов Ю. П., Шапиро Ф. Л. Замедление нейтронов, испускаемых импульсным источником и спектрометрия нейтронов по времени замедления. — Вена, 1965.

### Посмертные издания
- Шапиро Ф. Л. Ультрахолодные нейтроны[6]. — Дубна, 1973.
- Шапиро Ф. Л. Нейтронные исследования: Собрание трудов. — М., 1976
- Шапиро Ф. Л. Физика нейтронов: Собрание трудов. — М., 1976.